# Eleven (Incognito)
Eleven è l'undicesimo album del gruppo acid jazz inglese Incognito, pubblicato nel 2005 dall'etichetta discografica Edel Records.

## Tracce
1. Let the Mystery Be (Matt Cooper, Francis Hylton, Jean-Paul Maunick, Tony Remy, Nichol Thomson) - :50
2. We Got Music (Hylton, Maunick, Remy) - 5:24
3. Come Away with Me (Cooper, Maunick) - 7:04
4. Baby It's Alright (Maunick, Remy) - 4:36
5. When Tomorrow Brings You Down (Cooper, Maunick) - 3:41
6. Jacaranda (Dominic Glover, Maunick, Dominic Oakenfull) - 6:20
7. Show Me Love (Maunick, Oakenfull) - 5:38
8. Will I Ever Learn? (Cooper, Maunick) - 4:40
9. I'll Get By (Maunick, Oakenfull) - 5:09
10. It's Just One of Those Things (Maunick, Oakenfull) - 4:58
11. As Long as It's You (Graham Harvey, Maunick) - 4:21